# Ryo Okui
Ryo Okui (奥井 諒, Okui Ryo) est un footballeur japonais né le 7 mars 1990. Il évolue au poste de milieu de terrain.

## Biographie
Il atteint les demi-finales de la Coupe du Japon en 2016 avec l'Omiya Ardija.

## Palmarès
- Vice-champion du Japon de D2 en 2013 avec le Vissel Kobe